# Виган
Виган (енгл. Wigan) је град у Уједињеном Краљевству у Енглеској. Према процени из 2007. у граду је живело 80.357 становника.

## Становништво
Према процени, у граду је 2008. живело 80.357 становника.
| 1981.  | 1991.  | 2001.  |
| ------ | ------ | ------ |
| 88,725 | 85,819 | 81,203 |